# Nymphon pseudogracilipes
Nymphon pseudogracilipes is een zeespin uit de familie Nymphonidae. De soort behoort tot het geslacht Nymphon. Nymphon pseudogracilipes werd in 1993 voor het eerst wetenschappelijk beschreven door Pushkin. 